# Millennium Records
Millennium Records war ein Sublabel von Casablanca Record & FilmWorks, das 1976 von Jimmy Ienner Sr., dem Produzenten der Raspberries, in Los Angeles gegründet wurde. Es wurde von Ienner und Irv Biegel geleitet. Nachdem Casablanca das Label 1977 übernommen hatte, wurde Millennium im März nach New York verlegt; die Büros befanden sich an der Adresse 3 West 57th Street.

## Geschichte
Ienner wurde von Neil Bogart, dem Präsidenten von Casablanca Record & FilmWorks, zur Verpflichtung von Meco überredet. Meco arbeitete an den Aufnahmen zum Album Star Wars and Other Galactic Funk, und wegen des Booms um die Star Wars Filme war für Bogart klar absehbar, dass die Platte ein Hit werden würde, und ein großer Erfolg hätte einen guten Start für Millennium bedeutet. Ienner war von dieser Idee nicht überzeugt, gab jedoch nach.
Star Wars and Other Galactic Funk erschien zeitgleich mit dem von 20th Century Fox herausgegebenen Soundtrackalbum zum Film, und die Single Star Wars Theme/Cantina Band wurde die bis heute kommerziell erfolgreichste Instrumentalsingle.
Weitere Künstler auf Millennium waren The Godz, Brooklyn Dreams, Lori Lieberman, Don McLean und Joey Travolta, der Bruder des Schauspielers John Travolta.
1978 endete die Zusammenarbeit mit Casablanca, Jimmy Ienner kündigte den Vertrag und wechselte mit Millennium zu RCA. Durch einen Vertragsfehler verlor Ienner dabei alle seine Künstler an Casablanca, weil diese im Distributionsvertrag an Casablanca gebunden worden waren. Irv Biegel blieb bei Casablanca und gehörte später zum Gründungsteam der Boardwalk Entertainment Corporation.

## Albumdiskografie

### 1977
- Bruce Foster: After the Show
- Meco: Star Wars and Other Galactic Funk
- Brooklyn Dreams: Brooklyn Dreams

### 1978
- Cheryl Barnes: Save and Spend
- Don McLean: Chain Lightning
- The Godz: The Godz
- Meco: Encounters of Every Kind
- Lori Lieberman: Letting Go
- Joey Travolta: Joey Travolta
- The Good Vibrations: I Get Around
- Brooklyn Dreams: Sleepless Nights
- Meco: The Wizard of Oz